# Внутренняя добруджанская революционная организация
Внутренняя добруджанская революционная организация (болг. Вътрешна добруджанска революционна организация, рум. Organizaţia Internă Revoluţionară Dobrogeană) - болгарская революционная организация, боровшаяся с политикой румынизации Добруджи. Северная Добруджа вошла в состав Румынии в 1878 г., Южная Добруджа управлялась королевством Румыния в 1919—1940 гг.  Со временем в организации выделилось несколько течений, видевших будущее Добруджи по-разному. Часть деятелей высказывалось за превращение Добруджи в автономное многонациональное образование или даже свободную зону под управлением мирового сообщества. Часть активистов со временем сблизилась с просоветскими силами, выступая за превращения Добруджи в мост, который связал бы социалистическую Болгарию с СССР. Основные деятели - Никола Кямилев, Ворбан Петров и Дочо Михайлов. Манифест 1940 провозгласил присоединение Южной Добруджи к Болгарии. Тогда прошёл принудительный обмен населения титульных национальностей. В Северной Добрудже не осталось болгарского населения, поэтому актуальность дальнейшей борьбы была утрачена.

## Возникновение
Внутренняя добруджанская революционная организация возникла в сентябре 1925 года — через месяц после прибытия в Южную Добруджу первого транспорта с арумынами-колонистами.